# Jean-Charles Thomas
Jean-Charles Thomas (ur. 16 grudnia 1929 w Saint-Martin-des-Noyers, zm. 14 października 2023 w Machecoul) – francuski duchowny rzymskokatolicki, w latach 1988-2001 biskup Wersalu.

## Życiorys
Święcenia kapłańskie przyjął 5 lipca 1953. 13 marca 1972 został mianowany biskupem pomocniczym Aire i Dax ze stolicą tytularną Gemellae in Numidia. Sakrę biskupią otrzymał 1 maja 1972. Jako dewizę przyjął słowa Comprendre, aimer, servir (Zrozum, kochaj, służ).
4 lutego 1974 objął rządy w diecezji Ajaccio. 23 grudnia 1986 został mianowany koadiutorem diecezji wersalskiej. 4 czerwca 1988 objął urząd ordynariusza. 11 stycznia 2001 zrezygnował z urzędu.